# Myosurus nitidus
Myosurus nitidus là một loài thực vật có hoa trong họ Mao lương. Loài này được Eastw. mô tả khoa học đầu tiên năm 1905.